# Báo Hà Tĩnh
Báo Hà Tĩnh (tiếng Anh: Ha Tinh Newspaper) tiền thân là Đài Phát thanh - Truyền hình Hà Tĩnh là cơ quan báo chí và truyền thông trực thuộc Tỉnh ủy Hà Tĩnh. Kênh truyền hình của Báo Hà Tĩnh đã có mức độ phủ sóng ra cả nước.
Nhạc hiệu của đài là bài hát "Một khúc tâm tình của người Hà Tĩnh" (của nhạc sĩ Nguyễn Văn Tý) được sử dụng cho đến năm 2012.

## Các kênh

### Truyền hình
- BHTTV